# Powstanie rycerstwa przeciwko arcybiskupowi Trewiru
Powstanie rycerstwa przeciwko arcybiskupowi Trewiru, powstanie Sickingena – zbrojne wystąpienie drobnego rycerstwa niemieckiego przeciwko książętom, do którego doszło w latach 1522–1523 w zachodnich Niemczech.
Na początku XVI stulecia rycerstwo niemieckie zaczęło tracić na znaczeniu, do czego przyczyniały się zarówno względy ekonomiczne (stały spadek wartości ustalonych przed wiekami czynszów ludności poddanej), jak i militarne (rozwój artylerii oraz zaciężnych formacji wojskowych, tzw. landsknechtów). W tej sytuacji ulegające pauperyzacji rycerstwo zaczęło podnosić – i to jeszcze przed nastaniem reformacji – hasło sekularyzacji dóbr należących do kościoła.
Podburzone pismami Ulricha von Huttena i Marcina Lutra rycerstwo, na czele którego stanął Franz von Sickingen, uderzyło w 1522 na Trewir, aby dokonać rabunku dóbr tutejszego arcybiskupa-elektora. Tu jednak napotkało na silny opór, w związku z czym zostało zmuszone do wycofania się do twierdzy Nanstein pod Landstuhl, rodowej siedziby Sickingena. Inicjatywę przejęły połączone siły książąt duchownych i świeckich (arcybiskupa Trewiru, palatyna reńskiego oraz landgrafa Hesji), które przystąpiły do burzenia rycerskich zamków. W czasie oblężenia Nanstein Sickingen został ranny w wyniku zawalenia się wieży obronnej, po czym zmarł w 1523 roku. Rola polityczna drobnego rycerstwa definitywnie się wówczas skończyła, a jego członkowie oddali się na służbę książąt.